# Fregaty rakietowe typu Cheng Kung
Fregaty rakietowe typu Cheng Kung – seria dziesięciu fregat rakietowych zbudowanych w Republice Chińskiej, będącymi lokalnym, licencyjnym rozwinięciem amerykańskich fregat typu Oliver Hazard Perry.

## Historia rozwoju
W latach osiemdziesiątych XX wieku główna siła uderzeniowa Zhonghua Minguo Haijun, opierała się w głównej mierze na okrętach przestarzałych, pochodzących z okresu drugiej wojny światowej lub krótko po niej. Sytuacja ta miała zostać zmieniona poprzez wprowadzenie w życie programu modernizacyjnego floty o kryptonimie Kuang Hua. W jego ramach do eksploatacji miały zostać wcielone co najmniej 24 nowoczesne okręty. Program podzielony został na kilka mniejszych projektów, m.in. Kuang Hua 1, zakładający wybudowanie w kraju, na licencji zmodyfikowanych amerykańskich fregat typu Oliver Hazard Perry, oznaczonych lokalnie właśnie jako typ Cheng Kung oraz projektu Kuang Hua 2 przewidywał zakupienie francuskich okrętów typu La Fayette (w służbie tajskiej okręty oznaczono jako typ Kang Ding).
Budowa jednostek typu Cheng Kung prowadzona była w ramach amerykańskiego programu FMS (Foreign Military Sales), polegającym na sprzedaży uzbrojenia amerykańskiego do odbiorców zagranicznych. Między firmami ze Stanów Zjednoczonych a tajwańskim przedsiębiorstwem China ShipBuilding Corporation, obecnym CSBC Corporation, podpisane zostało porozumienie o współpracy. Polegała ona na dostosowania i zmodyfikowania amerykańskich fregat aby umożliwić montaż tajwańskiego wyposażenia oraz uzbrojenia.
Flota Republiki Chińskiej zamówiła pierwszą jednostkę z serii w maju 1989 roku. Stępka pod pierwszą jednostką serii „Cheng Kung” (PFG-1101) położona została w grudniu 1990 roku, kadłub zwodowano w październiku 1991 roku. Budowa drugiego okrętu „Cheng Ho” (PFG-1103) ruszyła w grudniu 1991 roku, a wodowanie odbyło się w październiku 1992 roku. Kolejną jednostką była „Chi Kuang” (PFG-1105), pod którą stępkę położono w październiku 1992 roku, wodowanie tego okrętu odbyło się we wrześniu 1993 roku. Czwarty okręt „Yueh Fei” (PFG-1106) znajdował się w budowie w latach 1993–1994, piąta jednostka „Tzu I” (PFG-1107) budowana była w latach 1994–1995 roku. Szósta jednostka „Pan Chao” (PFG-1108) budowana była w okresie od 1995 roku do roku 1996. Stępkę pod siódmą fregatę „Chang Chien” (PFG-1109) położono w czerwcu 1996 roku, zaś wodowanie odbyło się w kwietniu 1997 roku. Wszystkie siedem fregat wprowadzono do służby w latach 1993–1998.
W lipcu 1999 roku tajwańska flota zdecydowała się na budowę ósmego okrętu typu Cheng Kung. Stępkę pod „Tian Dan” (PFG-1110) położono w grudniu 2001 roku. Kadłub jednostki wodowano w październiku 2002 roku, zaś w marcu 2004 roku fregata została uroczyście wprowadzona do służby.
W 2017 roku Republika Chińska przejęła dwa wycofane amerykańskie okręty OHP: USS „Taylor” (FFG-50) oraz USS „Gary” (FFG-51). Okręty przeszły przegląd remontowy i ograniczoną modernizację, połączoną z wydłużeniem ich okresu zdatności do dalszej eksploatacji. W 2018 roku Ministerstwo Obrony Tajwanu poinformowało, że dwa ex-amerykańskie okręty zostaną wcielone do służby w listopadzie 2018 roku. 8 listopada obie fregaty zostały oficjalnie wcielone do służby i przemianowane na „Ming Chuan” (PFG-1112) – dawny USS „Taylor” oraz „Feng Jia” (PFG-1115) – dawny USS „Gary”. Okręty zostały dostosowane do typu Cheng Kung.

## Opis techniczny

### Uzbrojenie
Na uzbrojenie okrętów tego typu składają się:
- przeciwokrętowe pociski manewrujące: 2 wyrzutnie dla rakiet l Hsiung Feng 2 i Hsiung Feng 3;
- wyrzutnia Mk 13 Mod. 4 GMLS (Guided Missile Launching Systems) dla rakiet przeciwlotniczych RIM-66 Standard MR;
- armata uniwersalna Mk 75 kalibru 76 mm;
- 2 armaty Bofors 40 mm;
- CIWS: system Phalanx Mk 15 Block 1A;
- 2 wyrzutnie torpedowe Mk 32 Mod. 5 kal. 324 mm dla torped Mk 46.

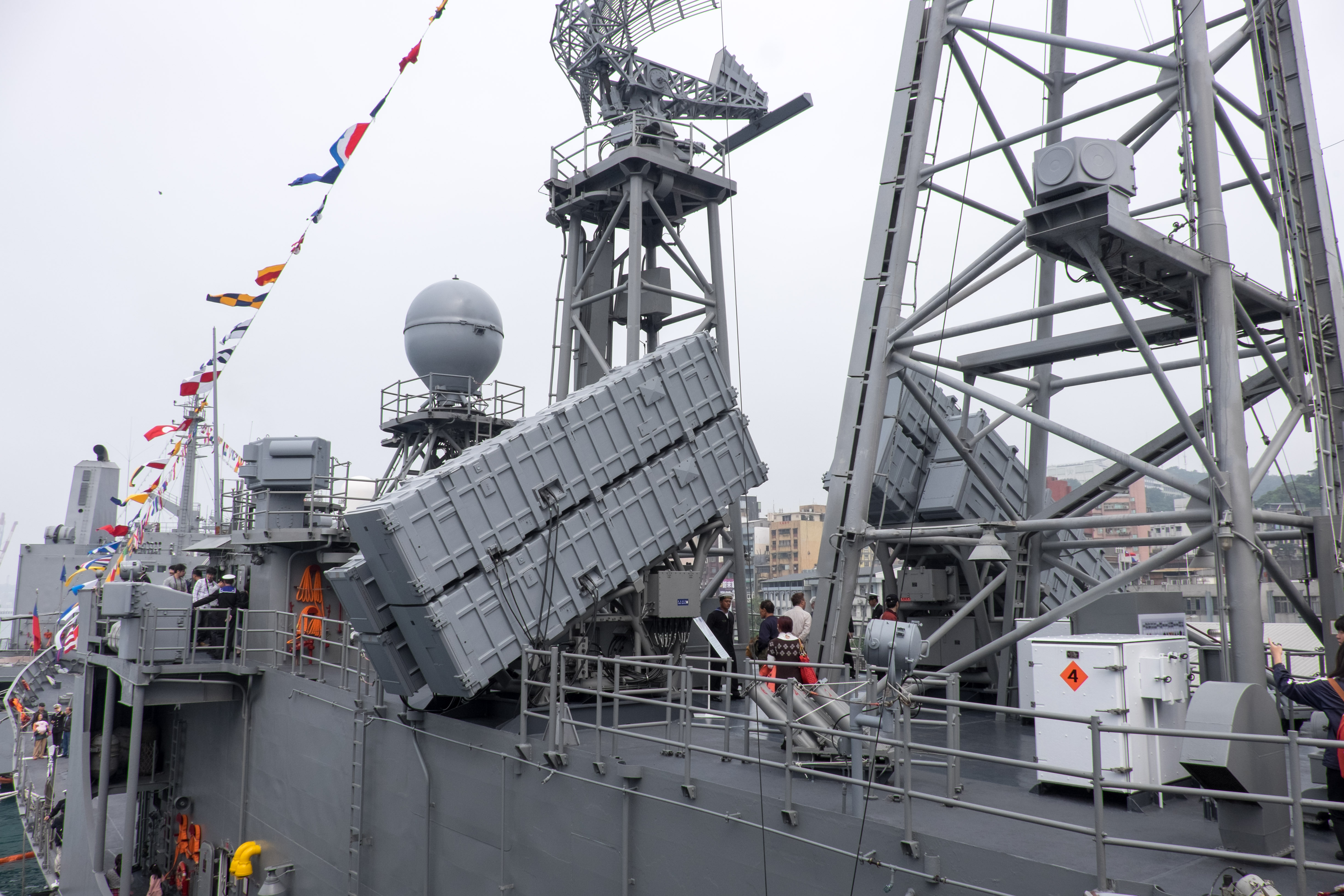
Wyrzutnie pocisków przeciwokrętowych Hsiung Feng, zamontowane pomiędzy masztami
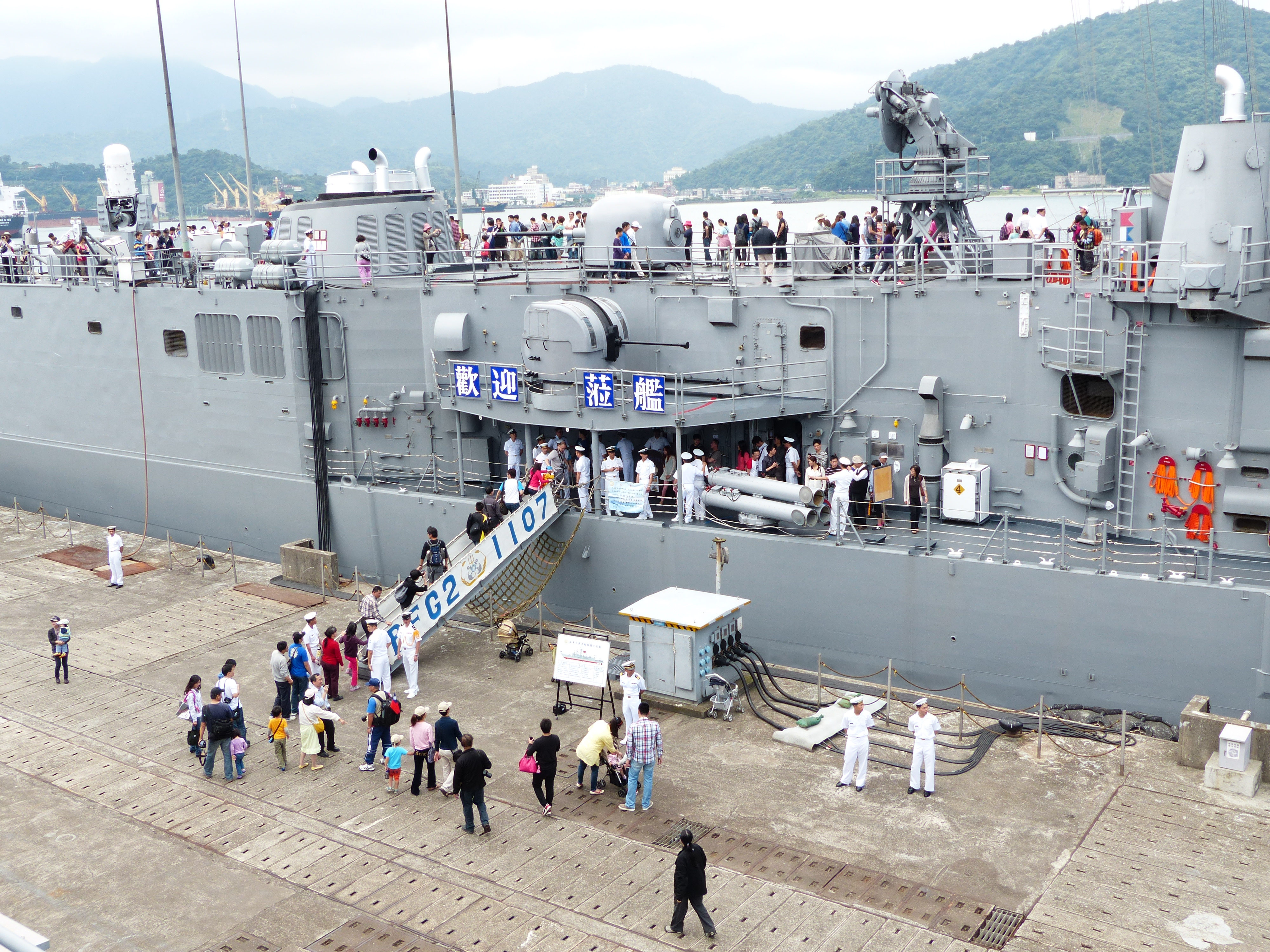
Na śródokręciu widoczna jest armata Mk 75 kal. 76 mm, tuż za nią radar kierowania ogniem systemu Mk 92 oraz na specjalnych pokładach po armatą kal. 76 mm znajduje się jedna z armat Bofors kal. 40 mm
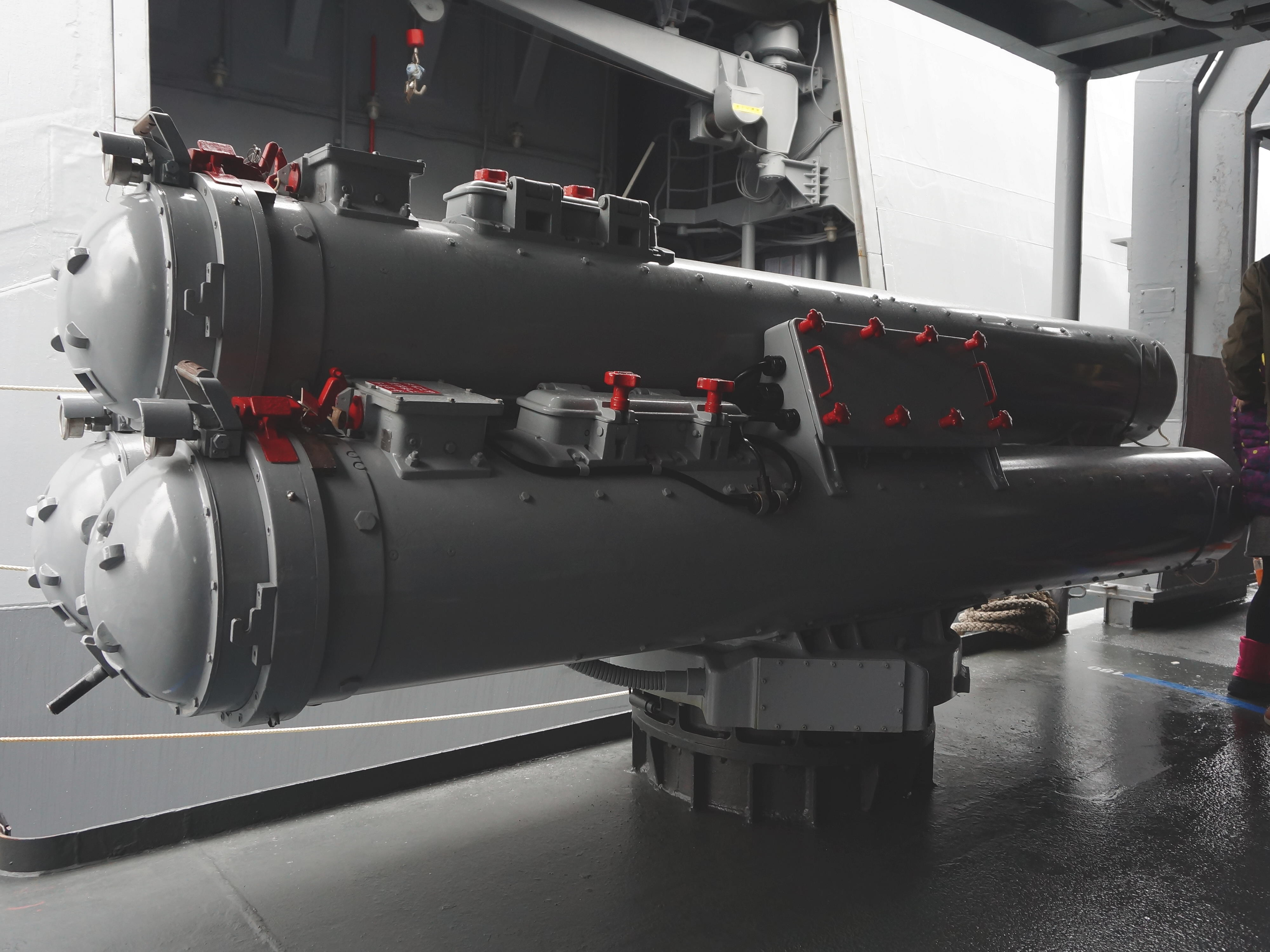
Wyrzutnia torpedowa Mk 32 kal. 324 mm

### Wyposażenie elektroniczne
Na wyposażenie okrętów tego typu składają się:
- radar dozoru powietrznego AN/SPS-49 Air Search Radar;
- radar dozoru nawodnego i nawigacyjny AN/SPS-55;
- radar UD-417 STIR (Separate Tracking and Illuminating Radar) systemu kierowania ogniem model Mk 92 kierowania ogniem armaty Mk 75 oraz pocisków Standard MR;
- podkadłubowa stacja hydrolokacyjna DE 1160B;
- kompleks hydrolokacyjny ATAS(V)2 (Active Towed Array Sonar);
- system walki elektronicznej SHIELDS (Ships HIgh-power ELectronic Defence System);
- system ESM;
- 2 wyrzutnie celów pozornych kalibru 130 mm Mk 137;
- holowana pułapka przeciwtorpedowa AN/SLQ-25A Nixie.

## Lista okrętów
| Numer burtowy | Nazwa         | Wejście do służby | Wycofanie ze służby | Zdjęcie | Uwagi                    |
| ------------- | ------------- | ----------------- | ------------------- | ------- | ------------------------ |
| PFG-1101      | „Cheng Kung”  | 1993              | w służbie           |         |                          |
| PFG-1103      | „Cheng Ho”    | 1994              | w służbie           |         |                          |
| PFG-1105      | „Chi Kuang”   | 1995              | w służbie           |         |                          |
| PFG-1106      | „Yueh Fei”    | 1996              | w służbie           |         |                          |
| PFG-1107      | „Tzu I”       | 1997              | w służbie           |         |                          |
| PFG-1108      | „Pan Chao”    | 1997              | w służbie           |         |                          |
| PFG-1109      | „Chang Chien” | 1998              | w służbie           |         |                          |
| PFG-1110      | „Tian Dan”    | 2004              | w służbie           |         |                          |
| PFG-1112      | „Ming Chuan”  | 2018              | w służbie           |         | jednostka ex-amerykańska |
| PFG-1115      | „Feng Jia”    | 2018              | w służbie           |         | jednostka ex-amerykańska |